# Московское (Ставропольский край)
Моско́вское — село в Изобильненском районе (городском округе) Ставропольского края Российской Федерации.

## География
Село расположено на северо-западных склонах Ставропольской возвышенности.
Расстояние до краевого центра: 27 км.
Расстояние до районного центра: 20 км.

## История
В 1777—1778 годах (по другим данным 10 октября 1780 года) при крепости № 9 (Московской) Азово-Моздокской линии образовалась станица Московская Хопёрского полка Кавказского линейного казачьего войска. В 1826 году казачья станица была переселена на Кубань в станицы Барсуковскую и Невинномысскую, а на месте казаков поселены крестьяне:204. Также имеются сведения, что село Московское основали в 1816—1817 годах переселенцы из Курской губернии. Село входило в Ставропольский уезд Ставропольской губернии.
16-18 октября 1837 Николай I инспектировал территорию нынешнего Ставрополья. Путь его лежал через города Пятигорск и Георгиевск, станицу Александрийскую, села Сухая Падина, Александровское, Калиновское, Сергиевское, хутор Базовый, село Старомарьевское, город Ставрополь, села Верхнерусское, Московское, Донское, Безопасное, Преградное и Медвеженское.
В 1918 году на Ставрополье начался процесс коллективизации, не получивший достаточного развития из-за гражданской войны. После окончательного установления советской власти в регионе стали создаваться коммуны и артели, организуемые бывшими красноармейцами. В 1921 году в селе Московском были образованы артели им. Зиновьева и «Новый труд», в 1924 году — машинные товарищества «Группы Бедноты» и «Агроном».
Постановлением ВЦИК от 2 июня 1924 года Ставропольская губерния, с февраля того же года находившаяся в составе Юго-Восточной области, была преобразована в одноимённый округ, в который вошли 10 районов, в том числе Московский район с центром в селе Московском (с 25 марта 1929 года район стал именоваться Изобильно-Тищенским с центром в селе Изобильно-Тищенском).
По состоянию на 1925 год село Московское являлось административным центром Московского сельсовета Московского района Ставропольского округа Северо-Кавказского края (с 1937 года — Орджоникидзевский край, с 1943 года — Ставропольский край):280—281.
Согласно «Списку населённых мест Северо-Кавказского края» на 1925 год, село состояло из 1270 дворов, в которых проживал 7251 человек (3523 мужчины и 3728 женщин). В Московском имелось 3 партийных организации, начальная школа, 2 библиотеки и 14 небольших промышленных предприятий (включая 6 кузниц и 5 мельниц):282—283. По данным переписи 1926 года по Северо-Кавказскому краю, в селе числилось 1632 хозяйства и 8206 жителей (3906 мужчин и 4300 женщин), из которых 8120 — русские:268.
До 2017 года село было административным центром упразднённого Московского сельсовета.

## Население
| 1881  | 1897  | 1903  | 1925  | 1926  | 1939  | 1989  |
| ----- | ----- | ----- | ----- | ----- | ----- | ----- |
| 4625  | ↗5382 | ↗6429 | ↗7251 | ↗8206 | ↘6093 | ↘4620 |
| 2002  | 2010  | 2014  | 2021  |       |       |       |
| ↗5385 | ↗5623 | ↘5300 | ↗6985 |       |       |       |

По данным переписи 2002 года, 86 % населения — русские.

## Инфраструктура
- Дом культуры
- Библиотека № 9
- Детский сад № 42 «Теремок»
- Средняя школа № 4
- Государственный агротехнический колледж. Открыт 28 октября  1922 года как рабоче-крестьянская школа сельской молодежи[32]
- Уличная сеть насчитывает 33 улицы и 10 переулков[33].
- У восточной окраины села расположено общественное открытое кладбище площадью 100 тыс. м²[34].

## Транспорт
Через село проходит федеральная трасса 07К-041 «Ставрополь — Ростов-на-Дону». Из Ставрополя в Московское заезжают автобусы, идущие в Ростов-на-Дону, Москву и т. д.

## Религиозные и культовые сооружения
- Храм Николая Чудотворца, построенный в 1839 году[источник не указан 3003 дня]. Был реконструирован в 2016 году.

## Спорт
Любительский футбольный клуб «Старт». Играет в Открытом первенстве Изобильненского района.

## Памятники
- Крепостной вал, воздвигнутый во времена завоевания Кавказа[35].
- Братская могила красных партизан и воинов советской армии, погибших в 1918 году[36].
- Братская могила 11 советских воинов, погибших в борьбе с фашистами. 1942—1943, 1959 года[37].
- Фундамент Московской крепости[источник не указан 2760 дней].
- По данным «Энциклопедического словаря Ставропольского края» (2006), в окрестностях села собрано около «50 баб каменных половецких, найдены остатки древних животных: китов, южного слона, парнокопытных»[3].